# Spariolenus
Spariolenus is een geslacht van spinnen uit de  familie van de Sparassidae (jachtkrabspinnen).

## Soorten
- Spariolenus megalopis Thorell, 1891
- Spariolenus secundus Jäger, 2006
- Spariolenus taeniatus Thorell, 1890
- Spariolenus taprobanicus (Walckenaer, 1837)
- Spariolenus tigris Simon, 1880